# Mega Victoria
Die Mega Victoria ist ein Fährschiff der Reederei Corsica Ferries. Die Fähre wurde 1988 von Brodogradilište Split in Jugoslawien gebaut und bis 2022 als Amorella von der Viking Line auf der Route Turku–Mariehamn/Långnäs–Stockholm eingesetzt.

## Geschichte
Die Amorella wurde 1986 von der SF Line, einem Partner des Viking-Line-Konsortiums, bestellt. Obwohl Brodogradilište Split andere Werften überbot, bot der finnische Staat an, den Bau des Schiffes zu subventionieren, wenn es in einer finnischen Werft gebaut würde. Dies war übliche Praxis in den 1980er Jahren, um mehr Arbeitsplätze nach Finnland zu bringen, aber diesmal lehnte die SF Line ab und ließ das Schiff in Jugoslawien bauen. Das ursprünglich geplante Lieferdatum der Amorella war im März 1988, aber durch Verzögerungen im Bau wurde sie nicht vor September fertiggestellt, wodurch die SF Line gezwungen war, das lukrative Sommergeschäft mit den bisherigen Schiffen zu betreiben.
Mit Ausnahme kurzer Zeitabschnitte in den Jahren 1997, 1998 und 2002 bediente die Amorella durchgehend die Route Turku—Mariehamn/Långnäs—Stockholm, was sie zum altgedientesten Schiff auf dieser Route machte. Ursprünglich legte sie nur bei Fahrten tagsüber in Mariehamn an, doch ab Juli 1999 musste sie in beiden Richtungen an den Åland-Inseln anlegen, um den zollfreien Warenverkauf an Bord zu ermöglichen, so dass ein Halt in Långnäs für die Nachtfahrt eingefügt wurde.
2022 wurde die Amorella durch die im Frühjahr des Jahres in Dienst gestellte Viking Glory ersetzt. Von Juni bis August 2022 verkehrte sie vorübergehend zwischen Helsinki und Tallinn.
2022 verkaufte Viking Line das Schiff an Corsica Ferries. Es wurde im Oktober 2022 übergeben und in Mega Victoria umbenannt. Corsica Ferries ließ das Schiff in Genua umbauen. Es wird im Fährverkehr von Vado Ligure bzw. Livorno nach Bastia auf Korsika eingesetzt.

## Zwischenfälle
1993 lief das Schiff nahe Stockholm auf Grund. Es konnte zwar aus eigener Kraft freikommen, aber der Rumpf war beschädigt. Wasser drang ein, und Dieselöl lief aus einem beschädigten Tank. Das Schiff konnte seine Fahrt nach Stockholm fortsetzen. Nachdem alle Passagiere von Bord und alle Ladung gelöscht waren, fuhr die Amorella zur Reparatur zur Werft Luonnonmaan Telakka in Naantali.
1995 und erneut 2001 gab es Feuerausbrüche in einer Kabine, die mit Bordmitteln gelöscht werden konnten. Im Mai 2005 gab es ein Feuer in einem auf Deck 5 abgestellten Fahrzeug, das ebenfalls von der Schiffsbesatzung gelöscht wurde. Im März 2010 musste das Schiff von Eisbrechern aus dickem Packeis befreit werden, in dem es zusammen mit weiteren Schiffen festsaß. Dabei kollidierte es mit der Finnfellow der Finnlines.
Im Dezember 2013 lief die Amorella auf einen Felsen auf. Die Fähre mit 1945 Passagieren und Besatzungsmitgliedern an Bord war auf dem Weg von Turku nach Mariehamn in Åland.
Am 20. September 2020 lief die Amorella erneut auf einen Felsen vor der Åland-Inselgruppe auf.

## Decks
1. Maschinenraum
2. Kabinen der C- und Economy-Klasse
3. Autodeck
4. Autodeck (Das Autodeck kann mit Hilfe von hydraulischen Böden horizontal in zwei Decks geteilt werden)
5. Autodeck, Kabinen der A- und B-Klasse
6. Sauna, Whirlpools, Schwimmbecken, Kabinen der A- und B-Klasse
7. Sea Side Café & Internet, Kinderspielzimmer, Information, Boarding, Duty-free-Shop, Pearl Beauty Shop, Kabinen der B- und Luxusklasse, Suiten, Crewbereiche
8. Viking Buffet, Captain’s Corner Pub, Food Garden und Bankett-Restaurants, Fun Club, Casino
9. Disco, Kabinen der B- und Luxusklasse, Suiten, Crewbereiche, Sonnendeck
10. Konferenzbereiche, Disco, Crewbereiche
11. Luxuskabinen, Konferenzbereiche, Crewbereiche
12. Brücke[10]

## Schwesterschiffe
Schwesterschiffe sind die 1989 gebaute Isabelle, die 1992 gebaute Gabriella und die 1992 gebaute Crown Seaways.